# Helicteres
Helicteres é um género botânico pertencente à família Malvaceae.

## Classificação do gênero
| Sistema | Classificação                     | Referência               |
| ------- | --------------------------------- | ------------------------ |
| Linné   | Classe Gynandria, ordem Decandria | Species plantarum (1753) |